# HMS Nasturtium (K107)
HMS Nasturtium (K107) je bila korveta razreda flower Kraljeve vojne mornarice, ki je bila operativna med drugo svetovno vojno.

## Zgodovina
Ladja, ki je bila splovljena kot FS La Paimpolaise za francosko vojno mornarica, je po francoski kapitulaciji leta 1940 bila zaplenjena s strani Kraljeve vojne mornarici. 27. junija 1941 je sodelovala pri potopitvi nemške podmornice U-556.
Ladjo so prodali leta 1946.